# Mullhyttan
Mullhyttan est une localité de Suède dans la commune de Lekeberg située dans le comté d'Örebro.
Sa population était de 518 habitants en 2019.